# 滑槲果螺

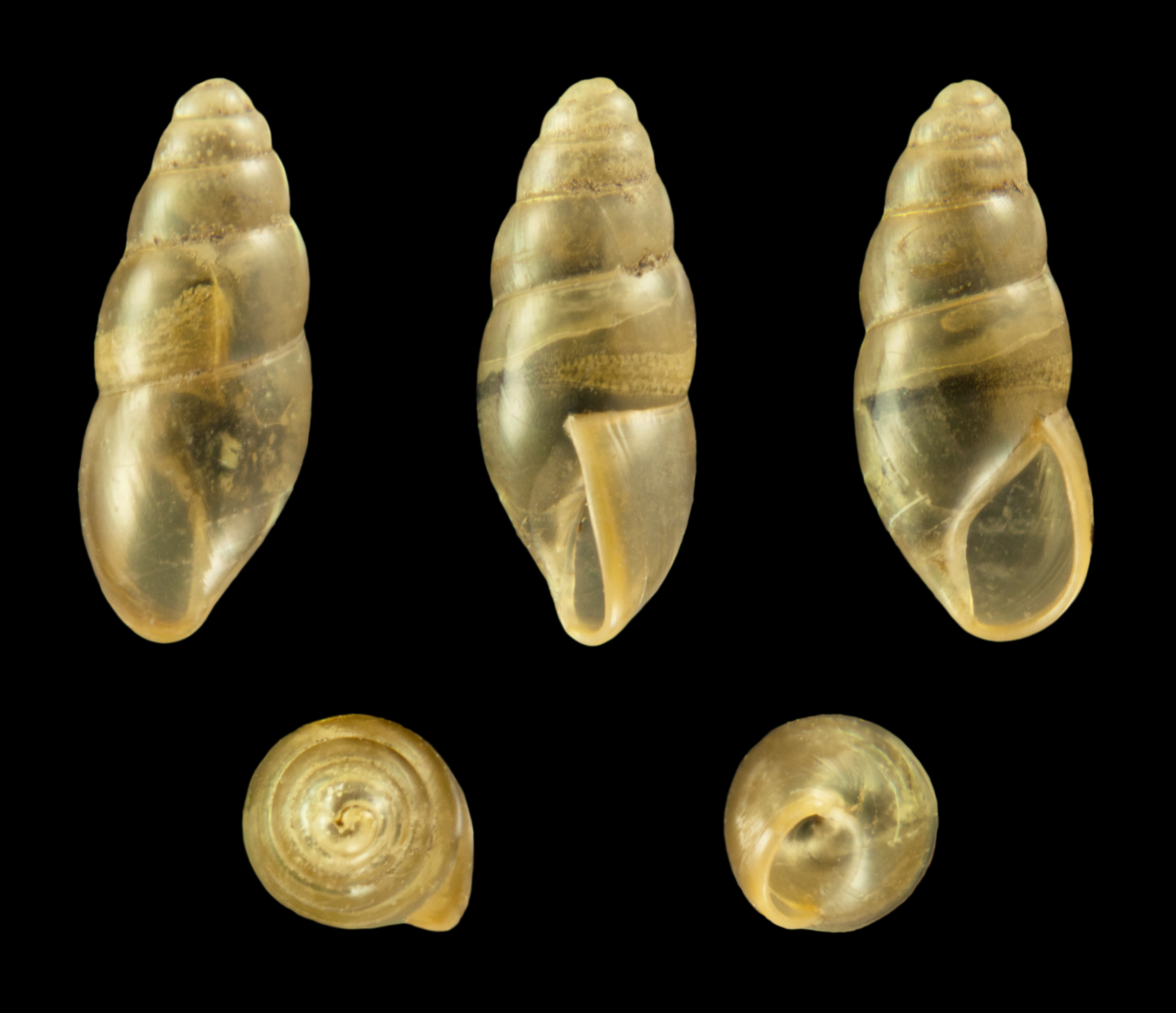
Cochlicopa lubrica

滑槲果螺（学名：Cochlicopa lubrica）为槲果螺科槲果螺属的动物。分布于俄罗斯、日本、朝鲜以及欧洲、北美和东南亚、印度洋诸岛以及中国大陆的新疆、西藏、青海、甘肃、四川、陕西、山西、河南、河北、山东、安徽、江苏、辽宁、黑龙江、北京、上海、广东、广西、吉林、贵州、云南等地，生活环境为陆地，常栖息于潮湿多腐殖质的草丛中、石块落叶树干下、灌木丛以及松软潮湿的泥土中。